# Вільям Крукс
Сер Вільям Крукс (англ. Sir William Crookes, народився 17 червня 1832 року, Лондон, Англія — помер 4 квітня 1919 року, Лондон, Англія) — англійський хімік та фізик, член (з 1863 року) і Президент (в 1913—1915 роках)  Лондонського Королівського товариства, від якого він 1875 року отримав Королівську золоту медаль. У числі інших його нагород — медалі від Французької академії наук (1880), медаль Деві (1888) і медаль Коплі (1904). 1897 року королева Вікторія подарувала йому лицарське звання. 1910 року він отримав «Орден заслуг». Крукс увійшов в історію як людина, що відкрила талій і вперше отримала гелій в лабораторних умовах.

## Біографія
Вільям Крукс народився в Лондоні в родині Джозефа Крукса (Joseph Crookes), кравця, який приїхав до столиці з англійської півночі, і (його другої дружини) Мері Скотт. Крукс навчався в школі в Чіппехемі, Вілтшир, а наукову кар'єру почав у віці 15 років, вступивши в лондонський Королівський хімічний коледж (Royal College of Chemistry) на Гановер-сквер, де (після закінчення) в 1850—1854 роках обіймав посаду асистента. Незабаром Крукс розпочав самостійні дослідження, але не в області органічної хімії — що можна було б припустити, враховуючи, що його вчителем був Август Вільгельм фон Хоффман (August Wilhelm von Hofmann): він став досліджувати нові сполуки селену. Ці досліди послужили основою для його першої наукової роботи, опублікованої в 1851 році .
Після закінчення Королівського коледжу Крукс став керівником метеорологічного відділу в  Радкліффській обсерваторії в Оксфорді (1854), а 1855 року був запрошений читати лекції з хімії в Честерський коледж. 1856 року Крукс одружився з Еллен, дочкою Вільяма Хамфрі з Дарлінгтону: у цьому шлюбі у нього народилося троє синів і дочка. З цього часу він жив у Лондоні і займався дослідницькою роботою, переважно самостійно — у себе в будинку № 7 на Кенсінгтон Парк Гарденс (Kensington Park Gardens), у приватній лабораторії. Інтенсивність наукової діяльності і широке коло інтересів незабаром зробили Крукса відомою в суспільстві людиною.
1859 року Вільям Крукс заснував науковий журнал Chemical News, ставши його першим редактором, а з 1864 року редагував «Щоквартальний науковий журнал» («Quarterly Journal of Science»). У різні роки Крукс займав президентські пости в Хімічному суспільстві, Інституті інженерів-електриків, Британському об'єднанні «За прогрес науки» і в Товаристві психічних досліджень.

## Наукова діяльність
Крукс досліджував електричну провідність в газах при зниженому тиску і катодні промені (в «трубках Крукса»), відкрив явище  сцинтиляції, винайшов радіометр і спінтарископ (пристрій, що дозволяє спостерігати сцинтиляції під впливом альфа-променів). Будучи насамперед дослідником-практиком, Крукс з ентузіазмом прийняв і взяв на озброєння метод  спектрального аналізу, відкритий Бунсеном і Кірхоффом. 1861 року він відкрив раніше невідомий елемент (з яскраво-зеленим кольором у емісійній частині спектра) і назвав його  талієм (від грецького thallos, «зелений паросток»), а 1895 року вперше в лабораторних умовах виявив гелій. Крукс вважається піонером в дослідженні  газорозрядних трубок; його дослідження послужили основою для всієї подальшої роботи з вивчення  плазми.

## Крукс і спіритуалізм
1869 року Крукс зацікавився  паранормальними явищами, які відбувалися на спіритичних сеансах, і 1870 року розпочав їх практичне дослідження, пообіцявши собі і колегам дотримуватися повної неупередженості і керуватися суто науковими інтересами.

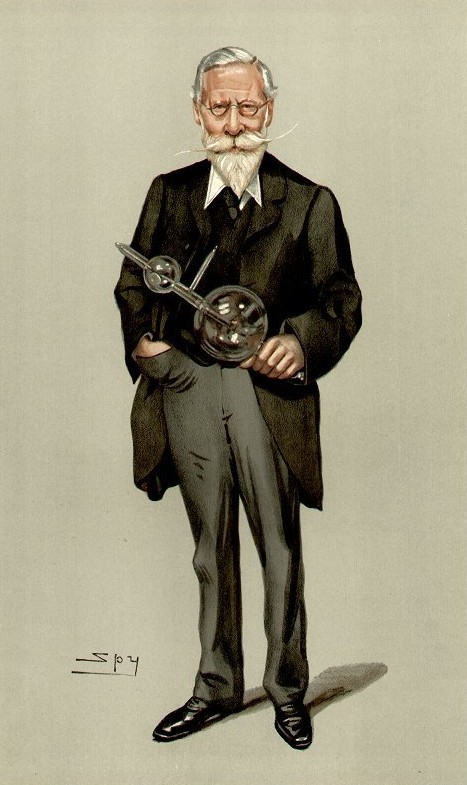
Вільям Крукс. Малюнок Леслі Уорда. 1902

Перед медіумами він висунув жорсткі умови: «Досліди повинні проводитися у мене вдома, у присутності запрошених мною свідків і при повному дотриманні всіх моїх вимог; я залишаю за собою право також використовувати будь-яку апаратуру», — говорилося в його заяві. У числі медіумів, які погодилися взяти участь в дослідах, були  Кейт Фокс,  Д. Д. Х'юмен та Флоренс Кук, робота з якою особливо його захопила. Крукс стверджував, що на власні очі спостерігав появи примарних і відчутних фігур, явища  левітації, чув загадкові голоси, вимірював втрати медіумом ваги при виділенні  ектоплазми, фіксував появу написів на грифельних дошках без участі присутніх.
1874 року він опублікував повідомлення про виконану роботу, в якій заявив, що явища, які спостерігалися не були результатом шахрайства або галюцинацій, і закликав до подальших наукових досліджень паранормальних явищ. Скандал навколо звіту Крукса прийняв такі масштаби, що з'явилися навіть пропозиції про виключення його з Королівського товариства. Після цього Крукс став проявляти обережність і утримувався від публічних висловлювань на цю тему аж до 1898 року, коли зрозумів, що його авторитет у науковому світі непорушний і позиції в Королівському товаристві не можуть бути поставлені під сумнів. Починаючи з цього часу і аж до самої смерті 1919 року Крукс відкрито заявляв про те, що є переконаним спіритуалістом.

## Цікаві факти
У 1905 році Крукс проводив аналіз і вимірювання найбільшого із коли-небудь знайдених алмазів Кулінан.